# Bentee
Bentee är ett berg i republiken Irland.   Det ligger i grevskapet Ciarraí och provinsen Munster, i den sydvästra delen av landet, 300 km sydväst om huvudstaden Dublin. Toppen på Bentee är 379 meter över havet, eller 289 meter över den omgivande terrängen. Bredden vid basen är 2,9 km.
Terrängen runt Bentee är huvudsakligen kuperad, men åt nordväst är den platt.Runt Bentee är det glesbefolkat, med 14 invånare per kvadratkilometer. Närmaste större samhälle är Cahersiveen, 1,5 km norr om Bentee. Trakten runt Bentee består i huvudsak av gräsmarker.